# Réservoir de Chazilly
Le réservoir de Chazilly est situé dans l'Auxois à 405 m d'altitude en Côte-d'Or sur la commune de Chazilly à l'Est du village.

## Géographie
Dans un environnement associant terres arables et espaces boisés, avec une superficie d'environ 43 hectares variant avec la hauteur d'eau, le lac est approché par la RD 105K reliant Chazilly à Sainte-Sabine, notamment au hameau des Tilles-Andelot à l'extrémité nord-est du barrage. Son émissaire vers le canal de Bourgogne est le ruisseau de la Miotte.

## Histoire
Il s'agit d'un lac artificiel de 2,2 millions de m3 dont le barrage long de 536 m a été bâti entre 1830 et 1837, avec hauteur de retenue de 22 m (abaissée dès 1976 à 17,50 m pour garantir sa stabilité puis à 15,50 m en 2009) pour alimenter le canal de Bourgogne qui relie la Saône à l’Yonne. C'est une propriété de l'État dont la gestion est déléguée à l’établissement public Voies navigables de France. Six puissants contreforts ont été ajoutés au barrage entre 1839 et 1844.
D'importants travaux, notamment sur le barrage et la rigole de Beaume réhabilitée sur 5 km, ont débuté en octobre 2019 après la vidange du réservoir et s’achèveront en 2021 pour une remise en eau en 2021. La remise en eau a débuté le 6 avril 2021, parallèlement à quelques travaux d'achèvement. La hauteur de retenue sera augmentée à 16 m par la reconstruction d’un évacuateur.

## Activités

### Alimentation du canal de Bourgogne
Il est alimenté notamment par la rigole de Pasquier et la rigole de Beaume, longue de 10 km qui passe au dessus de la voûte du canal de Bourgogne près de Créancey, sur la ligne de partage des eaux entre l'Atlantique et la Méditerranée. L'eau est délivrée au canal dans le bassin d'Escommes (commune de Maconge) par une rigole de 7,6 km qui passe sur le sommet de la digue du réservoir du Tillot situé à environ un kilomètre au nord.

### Pêche
Le réservoir est réputé pour ses brochets, perches et carpes. Gardons, ablettes, brèmes et tanches seront également présents à l'horizon 2022 après le réempoissonnement ultérieur à la phase de travaux dont la fin est prévue en 2021.
L'utilisation d'embarcations à moteur thermique et le camping y sont interdits.

## Environnement
Le site se trouve dans la zone naturelle d’intérêt écologique, faunistique et floristique (ZNIEFF) de type 1 concernant les Réservoirs de Chazilly et du Tillot.
Le réservoir est également inclus dans la vaste ZNIEFF continentale de type 2 de l'« Auxois »13, qui inclut 22 ZNIEFF plus petites et 14 sites classés ou inscrits au titre de la loi sur les paysages de 1930. Les 72 708,12 hectares de la ZNIEFF sur 78 communes forment un ensemble d'environ 60 km nord-sud sur 27 km est-ouest, géographiquement centré sur Uncey-le-Franc, le tout s'étageant de 241 à 598 m d'altitude. Son couvert végétal est fait de prairies bocagères avec cours d'eau et plans d'eau en fond de vallées, de bois sur les plateaux et les coteaux, et essentiellement sur les plateaux, de quelques cultures.

## Galerie

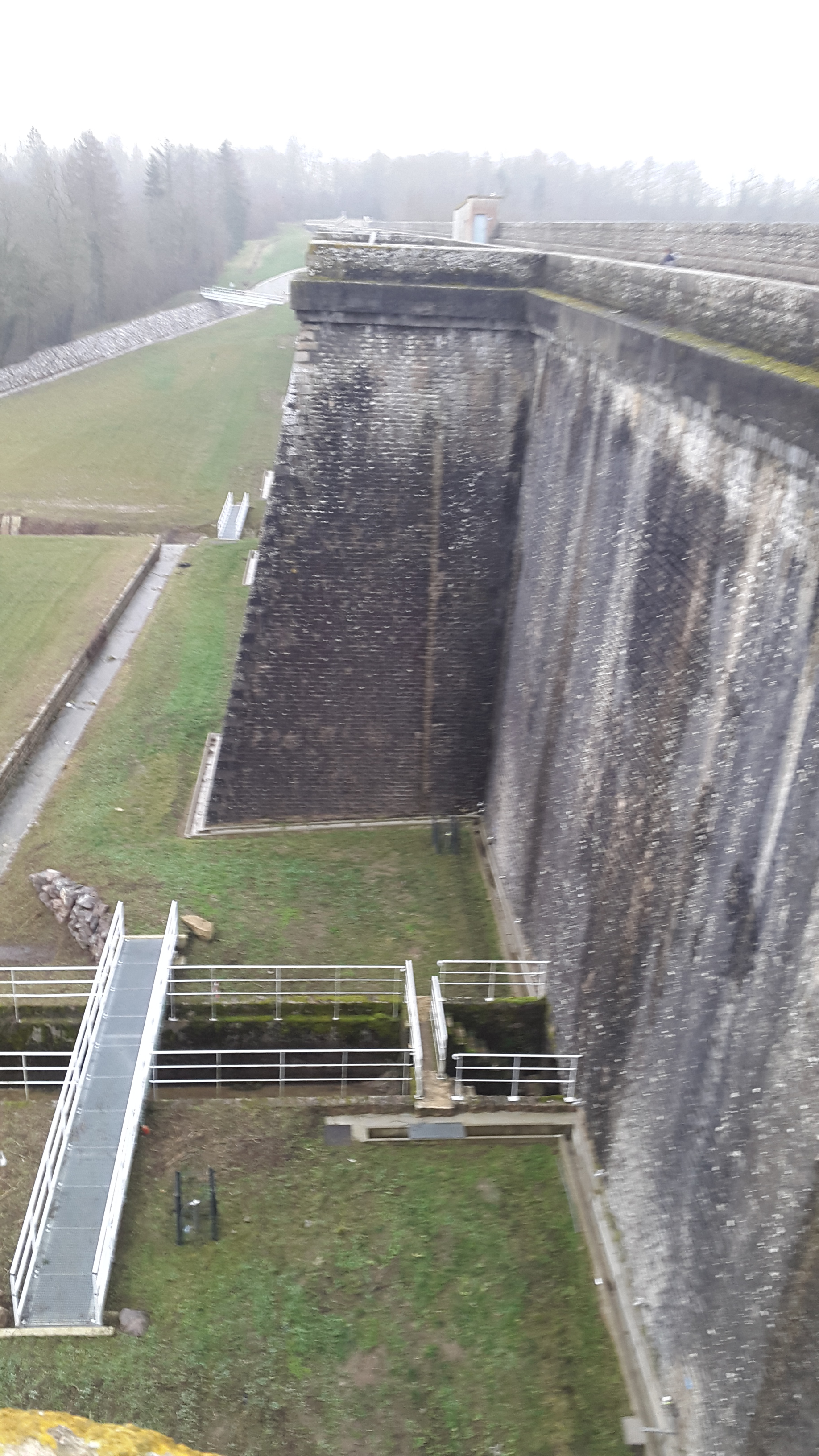
Contreforts depuis le haut du barrage
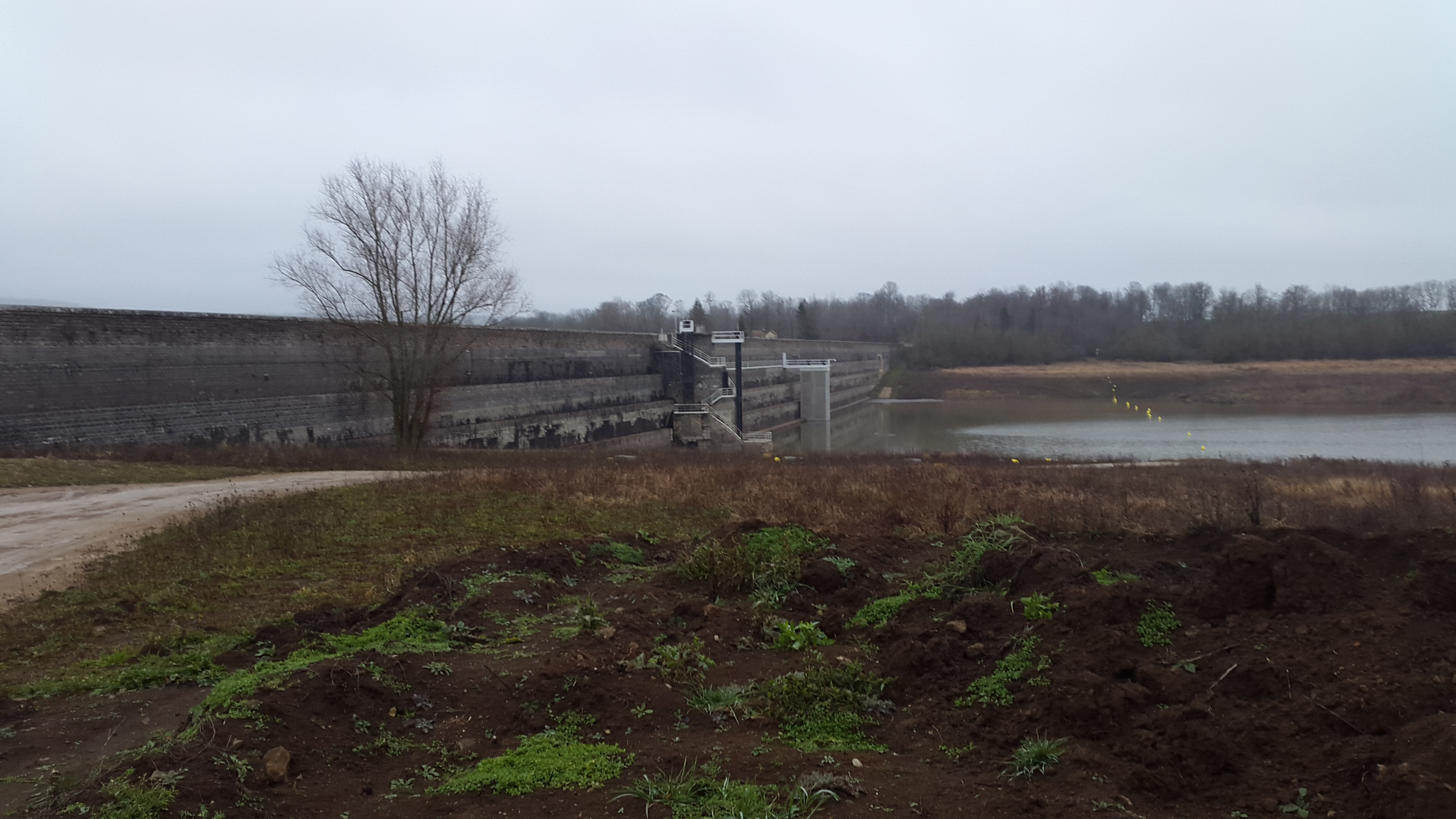
Vue depuis le parking